# ČSD-Baureihe 555.3
Die ČSD-Baureihe 555.3 ist eine Schlepptenderlokomotive für den Güterzugdienst der einstigen Tschechoslowakischen Staatsbahn ČSD, welche durch einen Umbau auf Ölhauptfeuerung aus der Kriegslokomotive der DR-Baureihe 52 (ČSD: 555.0) entstand. Die Lokomotiven tragen den Spitznamen „Mazutka“ (von dem Brennstoff Masut).

## Geschichte

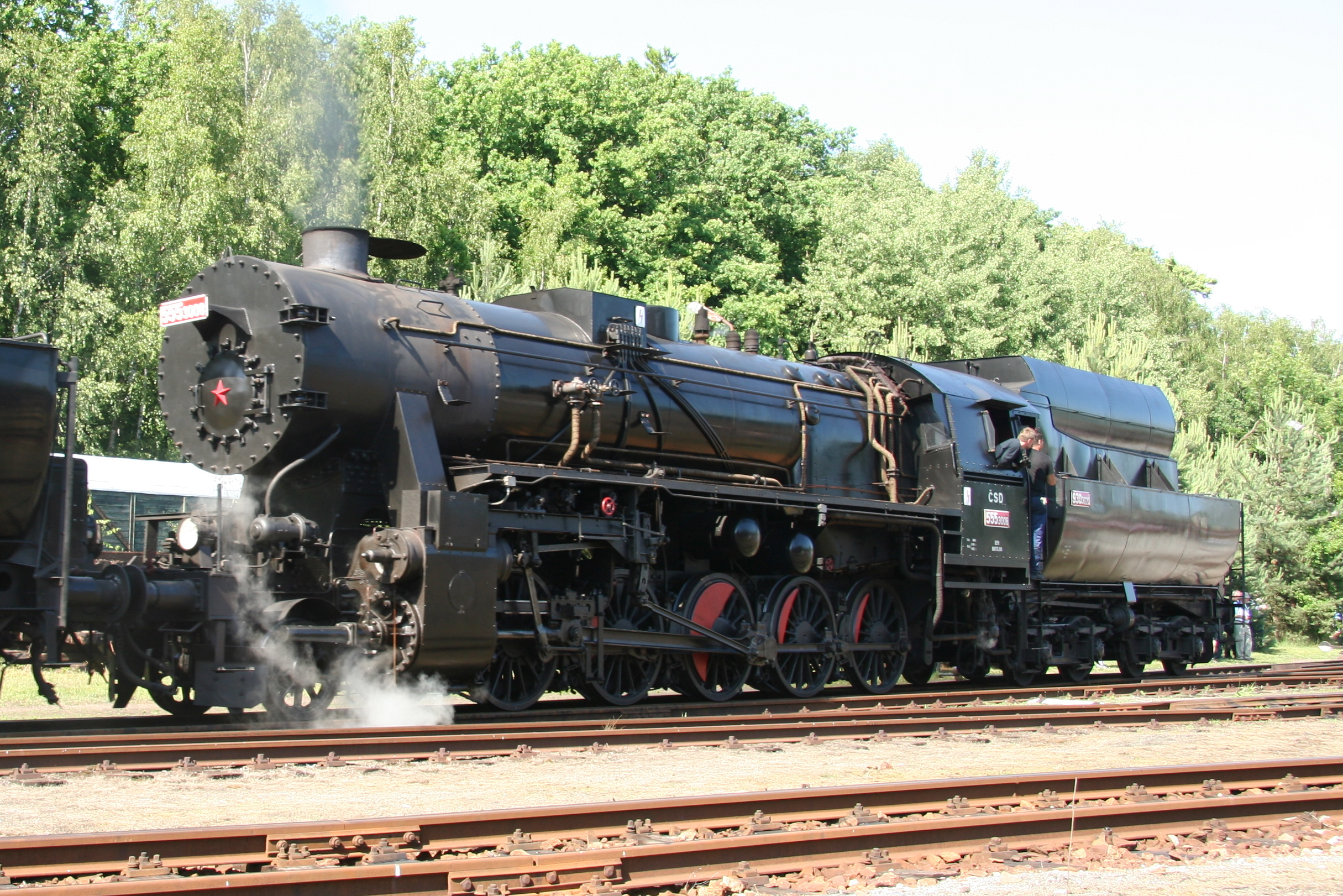
555.3008 zu Gast im Eisenbahnmuseum Lužná u Rakovníka

Verschiedene Werkstätten im heutigen Tschechien, in der Slowakei und in der Ukraine führten 1963 den Umbau durch. Die Vorteile der Rekonstruktion lagen auf der Hand: Wegfall der körperlich schweren Arbeit durch den Heizer, Steigerung der Leistung um 20–25 %, Wegfall der Brandgefahr durch Funkenflug. Die umzubauenden Lokomotiven bekamen ein Heizbrenner-System, die Brennkammer wurde mit Schamotteziegeln ausgemauert und der Wannentender erhielt nachträglich einen Brennstoffkessel.
Die Besonderheiten der Betriebsanforderungen hat die Stationierung in nur vier Depots zugelassen: Kralupy nad Vltavou, Zdice, Brno-Maloměřice und Bratislava-Východ. In diesen Depots erledigten die Maschinen den schweren Güterzugdienst. Die Lokomotiven bewährten sich nur bedingt, wegen der höheren thermischen Belastung durch die Ölfeuerung traten häufig Schäden am Kessel und der Feuerbüchse auf. Daher wurden nach der Rohölkrise Anfang der siebziger Jahre die Lokomotiven – einige nur vier Jahre nach der Rekonstruktion – ausgemustert. Die letzte 555.3 wurde 1973 abgestellt.
Im Areal des Museumsdepots Bratislava-východ ist die 555.3008 erhalten geblieben. Dabei handelt es sich um die ehemalige 52 6665 (Škoda/1943). Die Maschine wurde in jahrelanger Arbeit wieder rekonstruiert und wird seit 2011 für den Museumszugbetrieb vorgehalten.